# Chỉ Giang
Huyện tự trị dân tộc Đồng Chỉ Giang (chữ Hán giản thể: 芷江侗族自治县, âm Hán Việt: Chỉ Giang Đồng tộc Tự trị huyện) là một huyện tự trị thuộc địa cấp thị Hoài Hóa, tỉnh Hồ Nam, Cộng hòa Nhân dân Trung Hoa. Chỉ Giang nằm ở rìa đông của cao nguyên Vân Quý, toạ độ 109°17'3″-109°54'49″độ kinh đông, 27°04'12″-27°38'24 độ vĩ bắc. Huyện này có diện tích 2.096 km², dân số 354.562 người (năm 2004), GDP 17,76 tỷ nhân dân tệ. Ở đây có khu phong cảnh Minh Sơn, quán kỷ niệm tiếp nhận Nhật Bản đầu hàng. Huyện này có mã số bưu chính 418116, mã vùng điện thoại 0745.